# Diócesis de Denpasar
La diócesis de Denpasar (en latín: Dioecesis Denpasaren(sis) y en indonesio: Keuskupan Denpasar) es una circunscripción eclesiástica latina de la Iglesia católica en Indonesia, sufragánea de la arquidiócesis de Ende. La diócesis tiene al obispo Silvester Tung Kiem San como su ordinario desde el 22 de noviembre de 2008.

## Territorio y organización

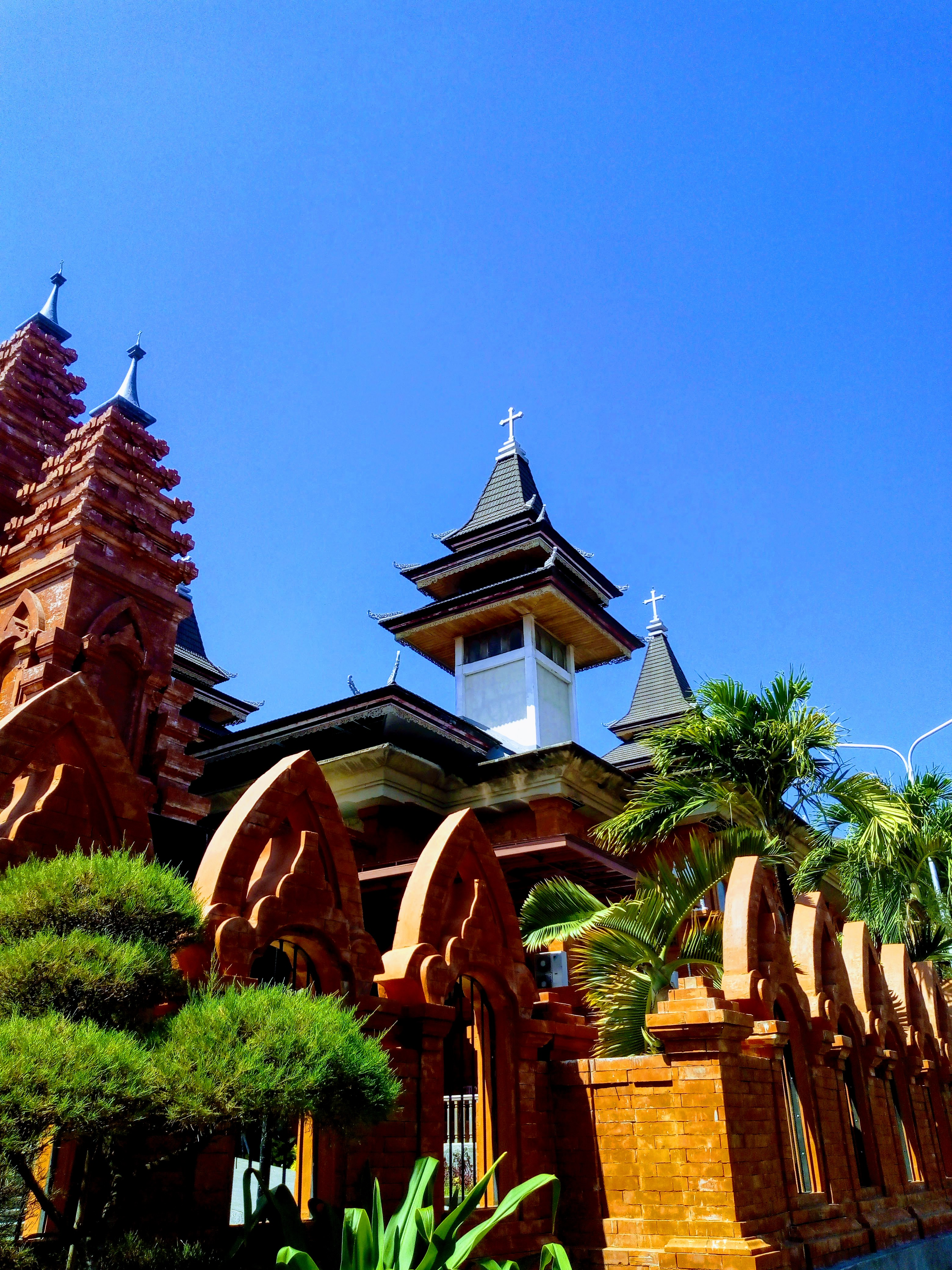
Catedral perteneciente a la diócesis.

La diócesis tiene 25 953 km² y extiende su jurisdicción sobre los fieles católicos de rito latino residentes en las provincias de Bali y de Islas menores de la Sonda occidentales.
La sede de la diócesis se encuentra en la ciudad de Denpasar, en donde se halla la Catedral del Espíritu Santo.
En 2019 en la diócesis existían 23 parroquias.

## Historia
La prefectura apostólica de Denpasar fue erigida el 10 de julio de 1950 con la bula Nimia territorii del papa Pío XII, obteniendo el territorio del vicariato apostólico de las Islas Menores de la Sonda (hoy arquidiócesis de Ende).
El 3 de enero de 1961 la prefectura apostólica fue elevada a diócesis con la bula Quod Christus del papa Juan XXIII.

## Estadísticas
De acuerdo al Anuario Pontificio 2020 la diócesis tenía a fines de 2019 un total de 48 404 fieles bautizados.
| Año                                                                             | Población            | Población | Población      | Sacerdotes | Sacerdotes    | Sacerdotes    | Bautizados por sacerdote | Diáconos permanentes | Religiosos | Religiosos | Parroquias |
| Año                                                                             | Bautizados católicos | Total     | % de católicos | Total      | Clero secular | Clero regular | Bautizados por sacerdote | Diáconos permanentes | Varones    | Mujeres    | Parroquias |
| ------------------------------------------------------------------------------- | -------------------- | --------- | -------------- | ---------- | ------------- | ------------- | ------------------------ | -------------------- | ---------- | ---------- | ---------- |
| 1950                                                                            | 1531                 | 2 475 000 | 0.1            | 10         |               | 10            | 153                      |                      | 10         |            | 8          |
| 1970                                                                            | 7783                 | 3 459 140 | 0.2            | 15         | 2             | 13            | 518                      |                      | 17         | 34         | 2          |
| 1980                                                                            | 10 010               | 3 865 800 | 0.3            | 12         | 1             | 11            | 834                      |                      | 19         | 40         | 12         |
| 1990                                                                            | 15 320               | 4 614 527 | 0.3            | 18         | 8             | 10            | 851                      |                      | 29         | 46         | 19         |
| 1999                                                                            | 24 897               | 6 194 000 | 0.4            | 37         | 24            | 13            | 672                      |                      | 27         | 36         | 17         |
| 2000                                                                            | 24 897               | 6 290 000 | 0.4            | 37         | 24            | 13            | 672                      |                      | 30         | 36         | 17         |
| 2001                                                                            | 28 364               | 8 053 882 | 0.4            | 34         | 21            | 13            | 834                      |                      | 34         | 8          | 22         |
| 2002                                                                            | 24 616               | 8 053 882 | 0.3            | 31         | 21            | 10            | 794                      |                      | 29         | 72         | 21         |
| 2003                                                                            | 29 691               | 8 057 209 | 0.4            | 30         | 20            | 10            | 989                      |                      | 12         | 72         | 21         |
| 2004                                                                            | 30 653               | 8 057 209 | 0.4            | 39         | 24            | 15            | 785                      |                      | 17         | 72         | 21         |
| 2006                                                                            | 32 083               | 8 171 781 | 0.4            | 41         | 25            | 16            | 782                      |                      | 32         | 75         | 21         |
| 2013                                                                            | 40 843               | 8 485 396 | 0.5            | 49         | 32            | 17            | 833                      |                      | 22         | 97         | 22         |
| 2016                                                                            | 43 838               | 8 791 338 | 0.5            | 51         | 29            | 22            | 859                      |                      | 26         | 104        | 22         |
| 2019                                                                            | 48 404               | 9 257 437 | 0.5            | 54         | 32            | 22            | 896                      |                      | 22         | 117        | 23         |
| Fuente: Catholic-Hierarchy, que a su vez toma los datos del Anuario Pontificio. |                      |           |                |            |               |               |                          |                      |            |            |            |

## Episcopologio
- Hubertus Hermens, S.V.D. † (19 de julio de 1950-2 de enero de 1961 renunció)
- Paul Sani Kleden, S.V.D. † (4 de julio de 1961-17 de noviembre de 1972 falleció)
  - Sede vacante (1972-1980)
- Vitalis Djebarus, S.V.D. † (4 de septiembre de 1980-22 de septiembre de 1998 falleció)
- Benyamin Yosef Bria † (14 de abril de 2000-18 de septiembre de 2007 falleció)
- Silvester Tung Kiem San, desde el 22 de noviembre de 2008